# Hölzel-Projektion

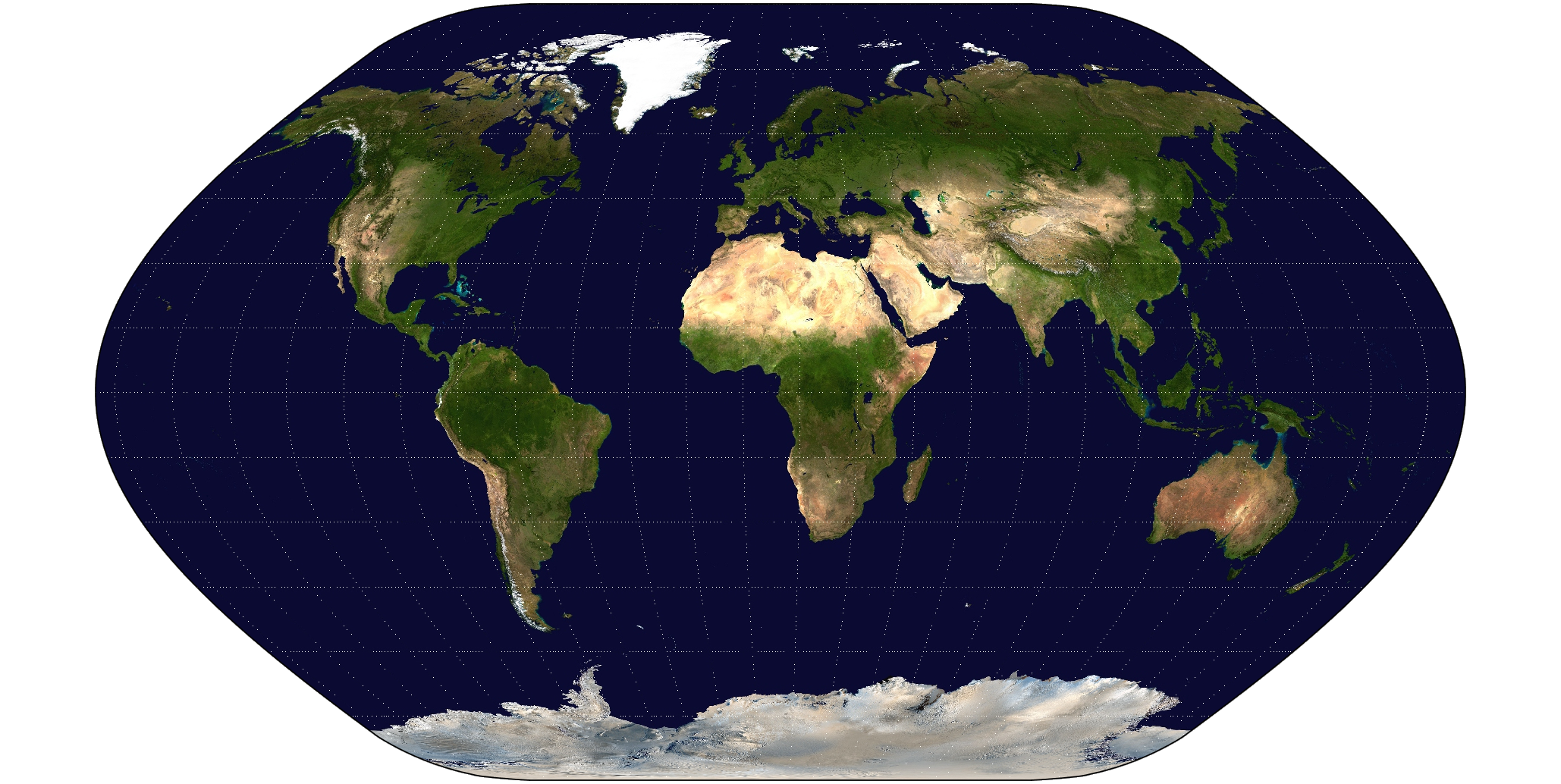
Weltkarte in Hölzel-Projektion

Die Hölzel-Projektion, auch Hölzel-Planisphäre, ist eine vom Wiener Verlag Ed. Hölzel entwickelte sinusoide pseudo-zylindrische Kartenprojektion. Sie wurde für den Kozenn-Atlas von 1951 erstmals verwendet und ist in Österreich bis heute verbreitet.

## Eigenschaften
Die Projektion ist ein Kartennetzentwurf mit ungleich langen parallel gleichabständig verlaufenden Breitengraden, wobei die Pole in Form einer Polarlinie dargestellt werden. Die Längenkreise werden bis zu einer Breite von 80° als Sinuskurven dargestellt, und weiter nördlich ellipsoid zum Pol geführt. Sie ist weder winkeltreu (konform) noch flächentreu, und kein Punkt der Karte ist verzerrungsfrei.
Die Projektion ist eine Variante der Eckert-V-Projektion, mit der sie weitere Eigenschaften teilt.

## Berechnung
Die Eckert-V-Projektion ist im Prinzip das arithmetische Mittel aus einer Sinusoidal-Projektion und einer Plattkarte. Für die Hölzel-Projektion werden die Abmessungen etwas verändert und die Pole modifiziert, was die Kante am Übergang zur Pollinie vermeidet.
Sind der Radius {\displaystyle R} einer Kugel (deren Oberfläche als Modell für die Erdoberfläche dient), der zentrale Meridian {\displaystyle \lambda _{0}} und ein Punkt mit den Polarkoordinaten {\displaystyle (\varphi ,\lambda )} gegeben, so können die Koordinaten {\displaystyle x} und {\displaystyle y} des Bildpunktes auf der Karte mit den folgenden Formeln berechnet werden:
{\displaystyle x=R(\lambda -\lambda _{0}){\begin{cases}{0},441013\,(1+\cos {\varphi }),&{\text{wenn }}|\varphi |<{1},39634,\\{0},322673+{0},369722\,{\sqrt {1-\left({\frac {|\varphi |-{0},40928}{{1},161517}}\right)^{2}}},&{\text{andernfalls}},\end{cases}}}
{\displaystyle y=\varphi }.

## Verwendung

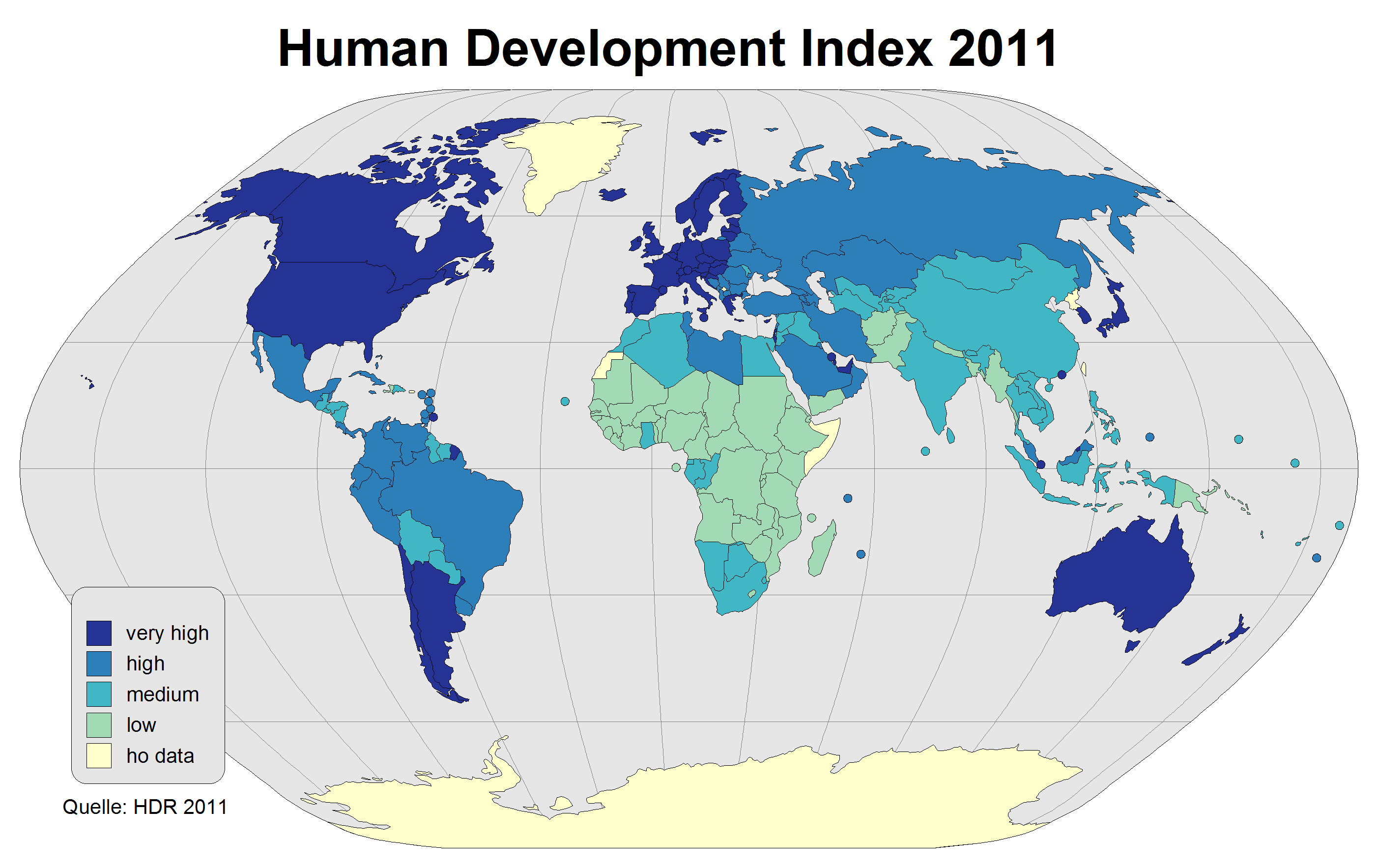
Index der menschlichen Entwicklung (UN-Wohlstandsindikator), auf einer Hölzel-Planisphäre

Die Hölzel-Projektion ist nur für eine Weltkarte sinnvoll. Sie übernimmt die harmonische Anordnung der Landmassen in der Eckert-Projektion (1909 erstmals veröffentlicht). Ihre kleinsten Abweichungen liegen um die mittleren Breiten, daher eignet sie sich, diese in Bezug zur Gesamtoberfläche zu setzen. Die gleichabständigen parallelen Breitengrade sind besonders für Zonenmodelle geeignet, etwa für klimatologische, biologische und ähnliche Themenkarten, die wohlproportionierten Landflächen nach Eckert eignen sich aber auch für zahlreiche andere Fachthemen.
Der Kartenentwurf wurde erstmals für den 1951 erschienenen Österreichischen Mittelschulatlas (Kozenn-Schulatlas) verwendet, und ist bis heute Standardnetz für Weltkarten aus dem Haus Ed. Hölzel. Im klassischen Format des Schulatlas, 22,5 × 31,5 cm oder aktuell 23,5 × 32,5 cm ist die Projektion seitenfüllend, wobei beiderseits die äquatorialen Enden leicht beschnitten sind.